# 波瀬郵便局
波瀬郵便局（はぜゆうびんきょく）は、三重県松阪市飯高町にある郵便局。民営化前の分類では集配特定郵便局であった（現在は集配機能を廃止）。

## 概要
住所：〒515-1725三重県松阪市飯高町波瀬145－1
かつては旧飯高町全域を川俣郵便局、宮前郵便局と共に担う集配郵便局であったが、民営化直前の集配業務再編において、当局は配達センターとされたため、民営化後も郵便事業株式会社の支店は併設されず、集配センターが併設された。

## 沿革
- 1874年（明治7年）4月1日 - 波瀬郵便取扱所として開設。
- 1875年（明治8年）1月1日 - 波瀬郵便局となる。
- 2007年（平成19年）3月5日 - ゆうゆう窓口（郵便時間外窓口）を廃止し、配達センター局に移行。
- 2007年（平成19年）10月1日 - 民営化に伴い、併設された郵便事業松阪支店波瀬集配センターに一部業務を移管。
- 2012年（平成24年）10月1日 - 日本郵便株式会社発足に伴い、郵便事業松阪支店波瀬集配センターを波瀬郵便局に統合。
- 2015年（平成27年）2月2日 - 川俣郵便局に集配業務を移管。無集配局となる。

## 取扱内容
- 郵便、印紙、ゆうパック、内容証明
- 貯金、為替、振替、振込、国債
- 生命保険、バイク自賠責保険、がん保険
- ゆうちょ銀行ATM

## 風景印
- 図案は県指定重要文化財・泰運寺の梵鐘、町花・ハゼ百合。局名表記は「三重　波瀬」
- 使用開始日は1992年（平成4年）11月30日

## 周辺
- 和歌山街道
- 松阪市役所地域振興局波瀬出張所
- グリーンライフ山林舎
- グリーンライフやまびこ
- 波瀬本陣跡付近
- 高見峠
- 林業センター
- 櫛田川
- 天開山泰運寺
- 波瀬ゆり館
- クレソンと山菜料理 はぜの風
- 月出の中央構造線

## アクセス
- 国道166号和歌山街道沿い。
- 駐車場あり（5台）